# Harhoura
Harhoura (en àrab هرهورة, Harhūra; en amazic ⵀⵔⵀⵓⵔⴰ) és un municipi de la prefectura de Skhirate-Témara, a la regió de Rabat-Salé-Kenitra, al Marroc. Segons el cens de 2014 tenia una població total de 15.361 persones. Té l'estatut de municipi des de 1992 i és un centre balneari al costat del mar.